# Anthony Levine
Pour les articles homonymes, voir Levine.
(en) Statistiques sur pro-football-reference
Anthony Levine (né le 27 mars 1987 à Abbeville) est un joueur américain de football américain. Il joue actuellement avec les Ravens de Baltimore. Il est le cousin de Brandon Mitchell.

## Biographie

### Carrière universitaire
Étudiant à l'Université d'État du Tennessee, il a joué pour les Tigers de 2006 à 2008.

### Carrière professionnelle
Après avoir obtenu son diplôme, Levine n'est pas sélectionné lors de la draft 2010 de la NFL. Il s'engage comme agent libre avec les Packers de Green Bay, où il est intégré à l'équipe d'entrainement. 
Libéré par les Packers après deux saisons, il rejoint les Ravens de Baltimore en 2012. Ayant commencé la saison sur leur équipe d'entraînement, il est promu dans l'équipe principale durant le mois de novembre et fait ses débuts dans la NFL en jouant sur les unités spéciales. Il se blesse à l'épaule et manque le restant de la saison, alors que les Ravens se dirigent jusqu'au Super Bowl XLVII, qui se conclut par une victoire et offrant à Levine une deuxième bague de champion. Il joue sa première saison complète en 2014 en jouant sur les unités spéciales.